# Пляжи Севастополя
Пля́жи Севасто́поля — пляжи, расположенные в пределах Севастополя и других населённых пунктов города федерального значения Севастополь. Многие пляжи Севастополя благоустроены, некоторые имеют спасательные станции. На большинство пляжей запрещён проход с животными, а на территории запрещено распитие спиртных напитков и купание в нетрезвом состоянии.
В 2015 году Правительство Севастополя утвердило список из 47 пляжей города, из них 8 пляжей (Омега, Учкуевка, Парк Победы, Золотой, Мыс Хрустальный, Песочный, Солнечный, Любимовка) способны принять более 1 тысячи человек в день. 

## Пляжи Севастополя

### Ленинский район
| Название пляжа                                           | Расположение                       | Фото | Краткое описание |
| Хрустальный пляж                                         | Севастопольская бухта              |      | Основной пляж среди тех, что находятся на берегу Большого Севастопольского рейда. Расположен напротив Приморского бульвара и набережной Корнилова, на западном берегу Артиллерийской бухты и на Хрустальном мысе. Пляж покрыт бетоном и асфальтом, глубина у берега 2 метра, есть лесенки для спуска. Пляж оборудован пунктами проката инвентаря, кабинками, торговыми точками, туалетом и медпунктом. Есть хорошо оборудованная спасательная станция. |
| Пляж водной станции Краснознамённого Черноморского флота | Николаевский мыс                   |      | Примыкает к Приморскому бульвару. Пляж небольшой, покрыт бетоном, оборудован лесенками. |
| Голубая бухта                                            | Голубая бухта                      |      | Находится на берегу небольшой Голубой бухты. Небольшой оборудованный галечный пляж, далее переходящий в дикий. Местность в районе пляжа очень живописна, есть небольшие бухточки, пещеры, скалы. Во время Великой Отечественной войны здесь находилась 35-я береговая артиллерийская батарея, часть её сооружений сохранилась. |
| Ушакова балка                                            | Корабельная сторона, Ушакова балка |      | Находится на Корабельной стороне. |
| Пляж в Херсонесе                                         | Херсонес Таврический               |      | Необорудованный стихийный пляж, галечно-каменистый. |
| Яшмовый пляж                                             | Мыс Фиолент                        |      | Находится на территории заказника «Мыс Фиолент», в живописной местности, с видами на мысы Фиолент и Айя, возле скалы Святого Явления. Над пляжем находится Святогеоргиевский мужской монастырь, к которому можно добраться по вырубленной в скале очень длинной лестнице (800 ступеней). Летом к пляжу ходит катер из Балаклавы (раз в два часа с набережной Назукина).                                                                                |

### Гагаринский район
| Название пляжа | Расположение              | Фото | Краткое описание |
| Омега          | Круглая бухта             |      | Находится в неглубокой бухте Омега (Круглая). В начале пляж мелкий песчаный, затем есть пирсы для прыжков, потом переходит в дикий каменистый. На пляже есть лодочная станция и много увеселительных заведений.                                                                                           |
| Парк Победы    | Парк Победы (Севастополь) |      | Расположен на берегу открытого моря, возле парка Победы, западнее Стрелецкой бухты. Пляж галечный, разделён пирсами, работают многочисленные торговые точки. Рядом находится аквапарк. Справа и слева по сторонам от основного пляжа располагается дикий пляж.                                            |
| Песочный пляж  | Песочная бухта            |      | Пляж песчаный, дно мелкое. На пляже есть спасательная станция, медпункт, аптека, кабинки, торговые точки, лежаки. Он ограничен стеной, расписанной морскими рисунками, рядом с которой есть небольшие крытые навесы.                                                                                      |
| Солнечный пляж | Песочная бухта            |      | Расположен в Песочной бухте, с востока ограничен западной стеной историко-археологического заповедника Херсонес Таврический. Строительство пляжа закончено в 1978 году. Оборудован лежаками, кабинками, торговыми точками. На пляже есть спортплощадки, медпункт, аптека, телефон-автомат. Пляж галечный. |

### Северная сторона
| Название пляжа         | Расположение           | Фото | Краткое описание |
| Учкуевка               | Северная сторона       |      | Находится на Северной стороне, возле парка «Учкуевка», на месте маленькой деревни конца XVIII столетия, позже имения Фёдора Ушакова. Море открытое. Лучший песчаный пляж в Севастополе с развитой пляжной инфраструктурой, торговыми точками, местами для развлечений. Рядом со входом расположена спасательная станция и телефоны-автоматы. К северу переходит в пляж микрорайона Любимовка. |
| Любимовка              | Северная сторона       |      | Продолжение Учкуевского пляжа. Пляж длинный, переходит в дикий, смешанный — крупный песок и галька. Дно уходит на глубину резко. Поделён небольшой рекой Бельбек, которая впадает здесь в море. Инфраструктура пляжа развивается. Далее за утёсом расположен нудистский пляж. |
| Толстяк                | Радиогорка (мыс)       |      | Небольшой галечный пляж севернее микрорайона Радиогорка, южнее пляжа Учкуевка. До 2014 года использовался туристской базой министерства обороны Украины. Море здесь открытое. Назван по мысу Толстый. |
| Пляж в посёлке Кача    | Северная сторона, Кача |      | Галечный, море открытое, берег Архивная копия от 3 октября 2016 на Wayback Machine вдоль пляжа обрывистый, был обвал грунта в 2005 году. |
| Пляж в бухте Матюшенко | Бухта Матюшенко        |      | Находится на берегу Большого Севастопольского рейда (точнее — бухты Матюшенко), возле причалов района Радиогорки и Михайловского равелина. Пляж полудикий, практически необорудованный, дно мелкое и каменистое. Загрязняется в период подготовки к празднованию Дня Военно-Морского флота из-за проведения в этом районе репетиций.                                                          |

### Балаклава
| Название пляжа             | Расположение    | Фото | Краткое описание |
| Городской пляж в Балаклаве | Балаклава       |      | Небольшой пляж на берегу Балаклавской бухты, на набережной Назукина. Покрыт асфальтом и бетоном, с лесенками, огорожен забором. |
| Пляж Василевой балки       | Васильева балка |      | Находится западнее входа в Балаклавскую бухту на берегу открытого моря. |
| Серебряный пляж            | Балаклава       |      | Возле Балаклавы сейчас два Серебряных пляжа. Пляж, который традиционно назывался Серебряным, находится возле Золотого пляжа, ближе к Балаклаве. Он и есть «Малый», старинное название «Микро-Яло»). После «открытия» Балаклавы приезжие туристы стали называть Серебряным Ближний пляж.       |
| Ближний пляж               | Балаклава       |      | Галечный пляж на берегу открытого моря, в живописном месте. Находится примерно в двух километрах восточнее входа в Балаклавскую бухту. Из Балаклавы можно добраться пешком по длинной извилистой тропе, которая ведет мимо крепости Чембало, а также на рейсовом катере или на нанятом ялике. |
| Золотой пляж в Балаклаве   | Балаклава       |      | Золотой пляж. Галечный пляж на берегу открытого моря. Находится примерно в трёх километрах восточнее входа в Балаклавскую бухту, за Серебряным пляжем. Здесь удобный причал для катеров, подаются напитки и продукты питания. Восточнее переходит в дикий пляж.                               |